# Royal Oak (Durham)
Royal Oak – wieś w Anglii, w hrabstwie ceremonialnym Durham, w dystrykcie (unitary authority) Darlington. Leży 20 km na południe od miasta Durham i 360 km na północ od Londynu.